# 岡田彩愛
岡田 彩愛（おかだ あやめ、2000年5月24日 - ）は、山口県出身のハンドボール選手。日本ハンドボールリーグ（リーグH）の香川銀行GiraSol kagawa所属。

## 経歴
高水高等学校時代は第7回女子ユースアジア選手権、第7回女子ユース世界選手権の日本代表U-18に選出。
大阪体育大学へ進学後は、2019年に第15回女子ジュニアアジア選手権の日本代表U-20に選出。全日本学生選手権では大体大の連覇に貢献し、2年連続で優秀選手賞（ベストセブン）に選ばれた。2022年の日韓定期戦で日本代表に初選出され、同年のアジア選手権にも出場した。
2023年に日本ハンドボールリーグの香川銀行へ加入。8月にはパリオリンピックアジア予選の日本代表、9月には第19回アジア競技大会の日本代表、11月には第26回女子世界選手権の日本代表に選出された。シーズンは148得点（フィールド得点は109点）を挙げ、得点王、フィールド得点賞を獲得し、最優秀新人賞を受賞した。
2024年はパリ五輪・世界最終予選の日本代表に選出。シーズンはリーグ2位のフィールド得点（151得点）を記録し、ベストセブン賞を獲得した。
2025年3月にヒュンメルとアドバイザリー契約に合意。

## 詳細情報

### 年度別成績
| 年                | チーム            | 試合 | フィールド 得点 | 率   | 7m     | 合計    | 警告 | 退場 | 失格 |
| ----------------- | ----------------- | ---- | --------------- | ---- | ------ | ------- | ---- | ---- | ---- |
| 2022-23           | 香川銀行          | 6    | 23/43           | .535 | 14/19  | 37/62   | 0    | 1    | 0    |
| 2023-24           | 香川銀行          | 20   | 109/192         | .568 | 39/41  | 148/233 | 1    | 5    | 0    |
| 2024-25           | 香川銀行          | 30   | 151/296         | .510 | 36/45  | 187/341 | 0    | 11   | 1    |
| JHL・リーグH：3年 | JHL・リーグH：3年 | 56   | 283/531         | .533 | 89/105 | 372/636 | 1    | 17   | 1    |

- 各年度の太字はリーグ最高

### タイトル・表彰

#### 日本ハンドボールリーグ
- ベストセブン賞：1回 (2024年)
- 最優秀新人賞 (2023年)
- 得点王：1回 (2023年)
- フィールド得点賞：1回 (2023年)

### 背番号
- 23 (2023年 - )

## 代表歴

### 日本代表
- オリンピック予選 (パリ五輪アジア予選/世界最終予選)
- 世界選手権 (2023年)
- アジア選手権 (2022年)
- アジア競技大会 (2023年)
- 日韓定期戦 (2022年・2025年)

### 日本代表U-18
- 第7回女子ユースアジア選手権 (2017年)
- 第7回女子ユース世界選手権 (2018年)

### 日本代表U-20
- 第15回女子ジュニアアジア選手権 (2019年)